# 글리제 581 계
글리제 581 계(Gliese 581 planetary system)는 글리제 581(Gliese 581) 적색왜성과 그 궤도를 도는 행성들로 구성된 중력 바운드 시스템이다. 지구의 태양계(solor system)와 유사하게 비교해볼 수 있는 이 시스템은 방사상 속도 방법을 사용하여 발견된 최소 3 개 이상의 행성과 잔해 디스크로 구성되어있는 것으로 알려져 있다. 이 시스템의 주목할만한 것은 2008년과 2010년 사이에 거주 가능 구역인 골디락스 지대(Goldilocks zone) 내에서 궤도를 도는 생명체 거주가능 영역(habitable zone, HZ)의 지상 행성과 20광년 떨어진 태양계에 비교적 근접한 시스템의 초기 외계 행성들의 발견 때문이다. 그러나 관측 역사는 오차가 있을수있는 탐지와 추측으로 인해 논쟁의 여지가 있으며 방사 속도 방법은 질량을 넘어서는 행성 자체에 대한 정보를 거의 제공하지 않고있다.

## 글리제581행성계
| |
| 예시- 글리제581계(Gliese 581 system)와 태양게(solor system, 수성(Mercury),금성(Venus),지구(earth)등)의 비교 |

- 글리제 581 b
- 글리제 581 c
- 글리제 581 d
- 글리제 581 e
- 글리제 581 f
- 글리제 581 g - 거의 자전을 하지 않는것으로 밝혀져 독특한 생명체 가능성으로 주목받고있다.

## 같이 보기
- 케플러-22 계